# Ottendorf an der Rittschein
s
Ottendorf an der Rittschein è un comune austriaco di 1 540 abitanti nel distretto di Hartberg-Fürstenfeld, in Stiria.